# Rhinotettix fuscipennis
Rhinotettix fuscipennis är en insektsart som beskrevs av Stsl 1855. Rhinotettix fuscipennis ingår i släktet Rhinotettix och familjen sporrstritar. Inga underarter finns listade i Catalogue of Life.